# Anneke van Iperen
Anna Geertruida Anneke van Iperen (* 5. Oktober 1908 in Surabaya, Java; † 5. März 1982 in Den Haag) war eine niederländische Malerin.

## Leben
Anneke van Iperen wurde am 5. Oktober 1908 in Surabaya auf Java als Tochter von Arie van Iperen (1854–1919) und Cornelia Johanna Schoorel (1871–1956) geboren. Sie heiratete 1939 Barend van Steenbergen (1909–1940), der ein Jahr zuvor seine Frau verloren hatte, mit der er einen Sohn hatte, der bereits ein Jahr später im Krieg als Flieger bei den Feindseligkeiten über Zeland starb. Das Paar hatte ebenfalls einen Sohn, der drei Monate nach dem Tod des Vaters geboren wurde. Als Witwe lebte sie von etwa 1972 bis zu ihrem Tod mit dem Maler Kees van Es zusammen.
Sie studierte an der Koninklijke Academie van Beeldende Kunsten und war Schülerin von Herman Bogman (jr.) (1890–1975), sie malte Stillleben und Porträts. Van Iperen gehörte der Schilderessenvereniging ODIS und der Künstlervereinigung Arti et Industriae in Den Haag an.
Anneke van Iperen starb am 5. März 1982 in Den Haag.